# Maksalaatikko

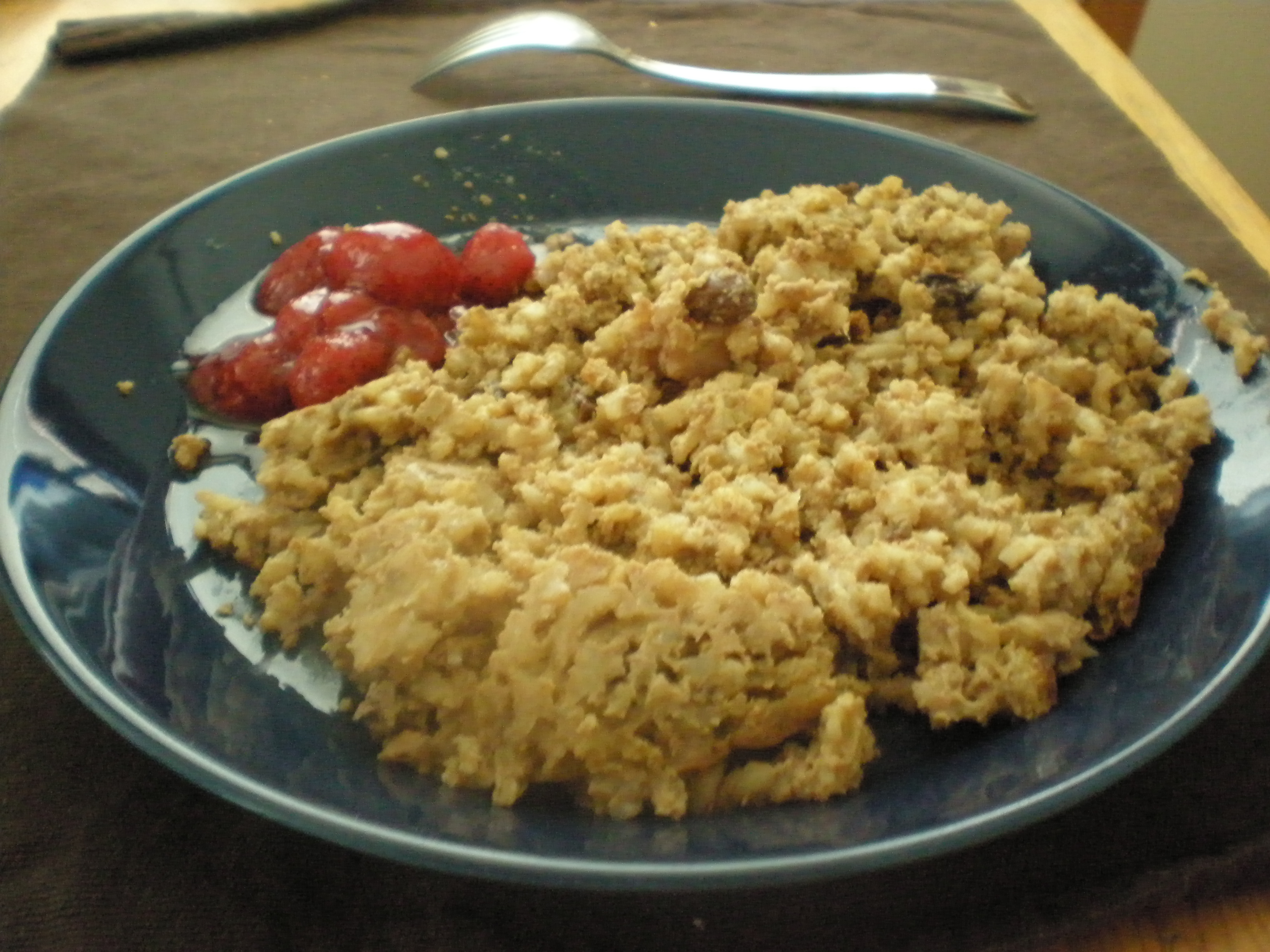
Cacerola de hígado finlandés

Cacerola de hígado (finlandés: maksalaatikko) es un plato finlandés que es tradicionalmente comido en Navidad.   La cacerola está hecha de arroz, hígado molido, mantequilla o margarina, jarabe, huevos, cebolla, y pasas. Es normalmente servido con mermelada de arándano rojo.
Es también vendido a listo para comer y comido como una comida diaria, y aparece generalmente en comidas escolares. En 2011, una encuesta Gallup de 299 escolares encontró que la cacerola de hígado era el plato más desagradado  en los menús escolares.